# 塞尔贝洛尼别墅

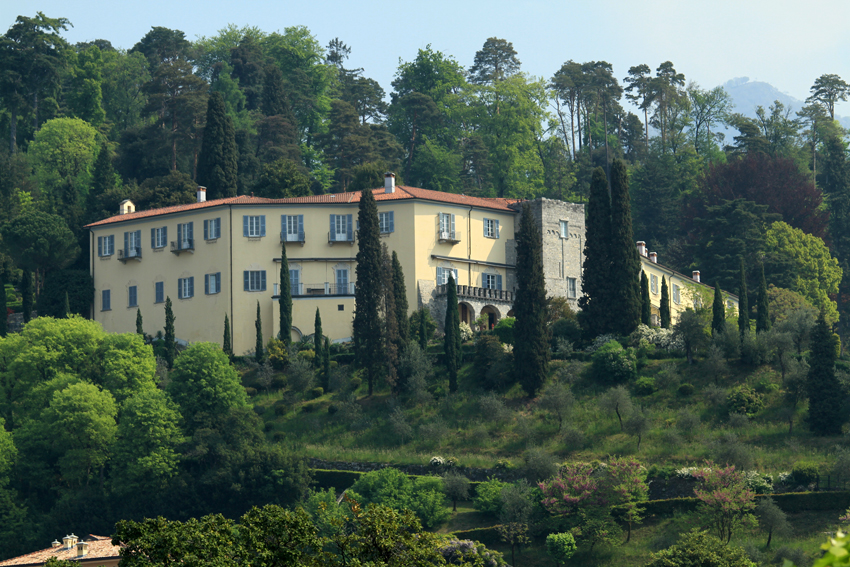
塞尔贝洛尼别墅

塞尔贝洛尼别墅（義大利語：Villa Serbelloni），又名贝拉焦城堡（義大利語：Castello di Bellagio），是意大利贝拉焦的一个别墅，位于科莫湖的一个岬角，1539年在一个古老的城堡废墟上建立。据认为此处岬角曾为古罗马时期小普林尼度假别墅的所在地。1788年别墅归属塞尔贝洛尼家族，因而得名。
现在该别墅属于洛克菲勒基金会，作为会议中心使用。